# Sanga Stadium by Kyocera
Sanga Stadium by Kyocera – stadion piłkarski w Kameoce, w Japonii. Został otwarty 11 stycznia 2020 roku. Może pomieścić 21 600 widzów. Swoje spotkania rozgrywają na nim piłkarze klubu Kyoto Sanga FC.
Pierwsze plany budowy nowego stadionu piłkarskiego w Kioto pojawiły się przy okazji starań o organizację piłkarskich mistrzostw świata w 2002 roku. Kandydatura Kioto na jedno z miast-gospodarzy turnieju nie została jednak ostatecznie uwzględniona. Kolejne plany pojawiły się w 2003 roku, ale dopiero w 2010 roku inicjatywa nabrała realnych kształtów. W 2012 roku postanowiono, że stadion nie powstanie w samym Kioto, ale w nieodległej Kameoce, w sąsiedztwie stacji kolejowej, co miało gwarantować przystępny dojazd. Budowa rozpoczęła się w styczniu 2018 roku i zakończyła w grudniu 2019 roku, a otwarcie nowej areny miało miejsce 11 stycznia 2020 roku. Sponsorem tytularnym obiektu została firma Kyocera. Swoje spotkania na stadionie rozgrywają piłkarze klubu Kyoto Sanga FC, którzy przed jego otwarciem występowali na Takebishi Stadium Kyoto.